# Фаральон-де-Пахарос
Фаральон-де-Пахарос (англ. Farallon de Pajaros) — остров в архипелаге Марианские острова в Тихом океане. Принадлежит Северным Марианским островам и входит в состав муниципалитета Северные острова.

## География

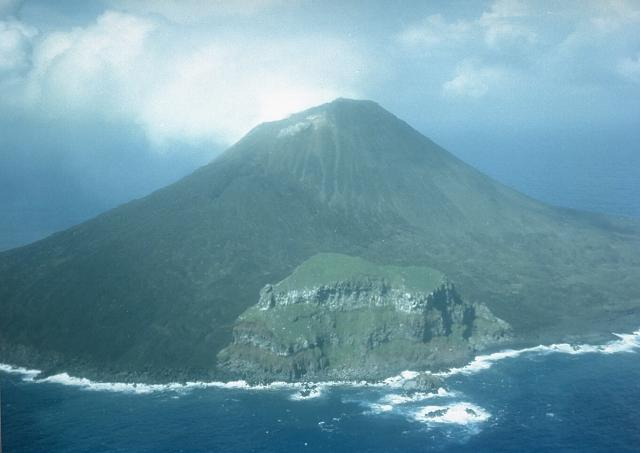
Вид на остров с океана

Остров Фаральон-де-Пахарос расположен в северной части архипелага Марианские острова. Омывается водами Тихого океана. В 64 км к юго-востоку от острова расположены острова Мауг, в 760 км к югу — остров Гуам. Ближайший материк, Азия, находится в 2500 км.
Остров Фаральон-де-Пахарос, как и другие Марианские острова, имеет вулканическое происхождение и представляет собой вулканический конус, приуроченный к вершине подводного стратовулкана. Являясь самым северным островом архипелага, Фаральон-де-Пахарос является самым активным вулканом Марианских островов (за это его прозвали «Маяком западной части Тихого океана»). Симметричная, слегка покрытая растительностью вершина острова представляет собой центральный конус в пределах небольшой кальдеры. В исторические времена через фланговые щели вулкана истекала лава, которая впоследствии сформировала платформу вдоль побережья острова. Склоны Фаральон-де-Пахароса обрывистые, в основном лишённые растительности и сформированные из лавы, пепла и отложений серы. Ширина острова составляет около 2 км. Высшая точка Фаральон-де-Пахароса достигает 319 м. Площадь острова составляет 2,55 км².
Климат влажный тропический. Остров подвержен вулканическим извержениям и циклонам.

## История
В конце XVII века Марианские острова стали владением Испании.
12 февраля 1899 года они были проданы Испанией Германии. С 1907 года Фаральон-де-Пахарос был частью Германской Новой Гвинеи, подчиняясь окружному офицеру Каролинских островов.
14 октября 1914 года Марианские острова были оккупированы Японской империей. В 1920 году над островами был установлен мандат Лиги Наций.
В начале 1980-х годов Фаральон-де-Пахарос был объявлен заповедником.

## Население
Остров необитаем  (2010).